# Не стукай двічі
Не стукай двічі (англ. Don t Knock Twice) — британський фільм жахів 2016 року режисера Карадога В. Джеймса. Сюжет фільму оснований на міській легенді про відьму, яка викрадає душі людей.

## Сюжет
Джесс досягла успіху в житті як скульптор, живе в Америці з коханим чоловіком і не знає горя. Є тільки одна річ, яка не дозволяє жінці спокійно насолоджуватися щасливим життям. Близько дев'яти років тому Джесс залишила власну дочку Хлою в Британії і перебралася в Сполучені Штати. Тепер жінка хоче будь-що-будь виправити цю жахливу помилку і вирушає назад до Великої Британії, щоб налагодити відносини з дочкою і відвезти її з собою.
Попри те, що перша зустріч з дочкою проходить не зовсім гладко, дівчина незабаром йде на контакт і приїжджає на пару днів погостювати. Джесс у нестямі від щастя через те, що все так склалося, і зв'язок з дочкою відновлений. Однак у Хлої свої скелети в шафі, і вона приїхала не через нахлинулу любов до новознайденої матері. Дівчина шалено боїться прокляття, яке, на її думку, наздогнало її хлопця Денні. Це прокляття старої відьми Джинджер, чий покинутий будинок Хлоя зі своїм бойфрендом відвідала двічі, а міська легенда свідчить, що двічі в ці двері стукати не можна. Тепер Джесс змушена вступити в інший, містичний світ, щоб врятувати свою дочку від страшного прокляття чаклунки і припинити цей кошмар раз і назавжди .

## У ролях
| Актор                | Роль             |
| -------------------- | ---------------- |
| Кеті Сакхофф         | Джесс            |
| Люсі Бойнтон         | Хлоя             |
| Хав'єр Ботет         | Джинджер         |
| Нік Моран            | детектив Бордман |
| Джордан Болгер       | Денні            |
| Пунех Гаджимогаммаді | Тіра             |
| Річард Мілан         | Бен              |
| Аня Марсон           | Мері Амінов      |